# Westersburg
Westersburg ist eine Ortslage in der bergischen Großstadt Solingen. Der Name des Orts ging auf ein denkmalgeschütztes Gebäude an der Bausmühlenstraße 21 über.

## Geographie
Westersburg liegt auf einer Anhöhe oberhalb des Ittertals im Norden des Stadtteils Wald. Der Ort heute in der geschlossenen Bebauung aufgegangene Ort befindet sich entlang der oberen Bausmühlenstraße sowie in Teilen auch an der nach ihm benannten Straße Westersburg, die von der Bausmühlenstraße abzweigt. Im Norden liegen, dem Verlauf der Bausmühlenstraße folgend, zunächst Lindersberg und dann Buckert, bevor im Talgrund die Hofschaft Eschbach erreicht wird. Westlich im Talgrund der Itter, liegt Obenitter mit dem historischen Freizeitpark Ittertal. Im Süden von Westersburg liegen Felder Hof, Schneppert und Stübben. Östlich befinden sich Delle und im Nordosten Fuhr.

## Etymologie
Die Herkunft des Ortsnamens ist nicht eindeutig geklärt. Er stammt jedoch nicht von dem bereichsprägenden, burgähnlichen Gebäude ab, das auf dieser Seite abgebildet ist. 
Sicher ist, dass das Bestimmungswort Wester- ein Familienname ist. Unklar ist die Herkunft des Suffixes -burg. Vieles spricht jedoch dafür, dass es in der ehemaligen Hofschaft ein Gebäude mit sehr dicken, bruchsteinernen Wänden gegeben hat, das von den Bewohnern aufgrund der massiven Bauart Burg genannt wurde. Wahrscheinlich handelt es sich um das heute verputzte Haus Westerburg 5. Aus der Burg der Familie Wester wurde der Name Westersburg abgeleitet, der auf den gesamten Ort überging und später offizieller Straßenname wurde.

## Geschichte
Der Ort wurde erstmals urkundlich im Jahre 1811 in einem Dokument erwähnt. Er gehörte zur Honschaft Itter innerhalb des Amtes Solingen. Die Topographische Aufnahme der Rheinlande von 1824 verzeichnet den Ort als noch unbeschriftet und die Preußische Uraufnahme von 1844 verzeichnet ihn als Westerburg. In der Topographischen Karte des Regierungsbezirks Düsseldorf von 1871 ist der Ort unbeschriftet verzeichnet.
Nach Gründung der Mairien und späteren Bürgermeistereien Anfang des 19. Jahrhunderts gehörte Westersburg zur Bürgermeisterei Wald, dort lag er in der Flur II. (Holz).1815/16 lebten 24, im Jahr 1830 27 Menschen im als Weiler bezeichneten Westersburg. 1832 war der Ort Teil der Ersten Dorfhonschaft innerhalb der Bürgermeisterei Wald. Der nach der Statistik und Topographie des Regierungsbezirks Düsseldorf als Hofstadt kategorisierte Ort besaß zu dieser Zeit fünf Wohnhäuser und drei landwirtschaftliche Gebäude. Zu dieser Zeit lebten 29 Einwohner im Ort, davon zwei katholischen und 27 evangelischen Bekenntnisses. Die Gemeinde- und Gutbezirksstatistik der Rheinprovinz führt den Ort 1871 mit 14 Wohnhäusern und 65 Einwohnern auf. Im Gemeindelexikon für die Provinz Rheinland von 1888 werden für Westersburg 18 Wohnhäuser mit 138 Einwohnern angegeben. 1895 besitzt der Ortsteil 24 Wohnhäuser mit 180 Einwohnern, 1905 werden 33 Wohnhäuser und 335 Einwohner angegeben.
Die Ursprünge der heutigen Grundschule Westersburg liegen in der 1839 gegründeten Lindersberger Privatschule. Aufgrund eines Mangels an öffentlichen Schulen im oberen Itterbezirk kümmerten sich einige Eltern selbst um die Einrichtung einer solchen. Dies geschah mit Einrichtung der Lindersberger Schule, die zunächst in einem Igelsforster Privathaus untergekommen war, bevor ein Jahr später ein eigenes Schulhaus am Lindersberg errichtet wurde. Nach mehreren Standortwechseln im Umkreis wurde im Jahre 1891 an der damaligen Eschbachstraße 14 in Westersburg die Volksschule Westersburg eingeweiht. Im ursprünglichen Gebäude, das nach Straßenumbenennung 1975 in der Bausmühlenstraße 14 liegt, ist heute die Grundschule Westersburg untergebracht.
In der Westersburg befand sich bereits seit etwa 1830 eine Gaststätte. Um die Jahrhundertwende, etwa um 1905, wurde ein neues Wirtshaus errichtet. Es handelt sich dabei um einen burgähnlichen Komplex mit zinnenbesetztem Turm, der in der Anfangszeit noch einen Saalanbau hatte. Der Anbau wurde im Jahre 1984 abgerissen, das Gebäude beherbergt heute ein Wohnhaus. Es steht mit der Adresse Bausmühlenstraße 21 seit dem 10. Januar 1985 unter Denkmalschutz.
Mit der Städtevereinigung zu Groß-Solingen im Jahre 1929 wurde Westersburg ein Ortsteil Solingens. Außer dem ehemaligen Gasthaus steht im Ort seit 1984 das Ensemble aus eingeschossigen Schieferhäusern Bausmühlenstraße 6, 8, 10 und 12 unter Denkmalschutz. Das Gebäude der Grundschule Westersburg wurde nach einer Überprüfung des Denkmalwertes 2015 aus der Denkmalliste ausgetragen.